# Libanothamnus griffinii
Libanothamnus griffinii là một loài thực vật có hoa trong họ Cúc. Loài này được (Ruíz-Terán & López-Fig.) Cuatrec. mô tả khoa học đầu tiên năm 1976.